# 德伯斯站
德伯斯站是位于内蒙古自治区兴安盟科尔沁右翼前旗好仁苏木的一个铁路车站，邮政编码137413。车站建于1935年，有白阿铁路经过该站，现办理客货运。车站距离白城站174公里，隶属沈阳铁路局，是四等站。